# 御法川イヴ
御法川 イヴ（みのりかわ イヴ）は日本の女優、コスプレイヤーである。フランス出身で東京都在住。アミティープロモーション所属。

## 人物
少なくとも2019年頃から活躍している模様。
ドキュメンタリー『封印された日本 猟奇事件暴露ファイル』の番組内で紹介されたプロフィールによればフランス出身のコスプレイヤーとされているが詳しい活動歴などは不明であり、レイヤーとしての活動記録が一切残されていないが、このブログには東京ゲームショウ2016のコンパニオンとして活動（コスプレ）をした写真が残っている。
主にホラー系の映画とドキュメンタリー番組に出演している(本人曰く大のオカルト好き）。なおクォーターである。
戸髙秀樹主催のボクシングジム「ザ・グレイテストボクシング」では2021年頃からラウンドガールとして在籍中。

## 出演

### 映画
- 真・事故物件　本当に怖い住民たち（2022年2月18日、TOCANA）
- オカムロさん（2022年10月14日、エクストリーム）
- 真・事故物件パート2 全滅（2022年12月23日、TOCANA）
- 恐解釈 桃太郎（2023年12月8日、OSOREZONE、エクストリーム）

### ドキュメンタリー
- 封印された日本 猟奇事件暴露ファイル （2020年6月15日、TOCANA）